# Goussonville
Goussonville là một xã ở tỉnh Yvelines trong vùng Île-de-France của Pháp. 
Các xã giáp ranh: Mézières-sur-Seine về phía đông bắc, Épône về phía đông, Jumeauville về phía đông nam, Hargeville về phía nam và Boinville-en-Mantois về phía tây.

## Biến động dân số

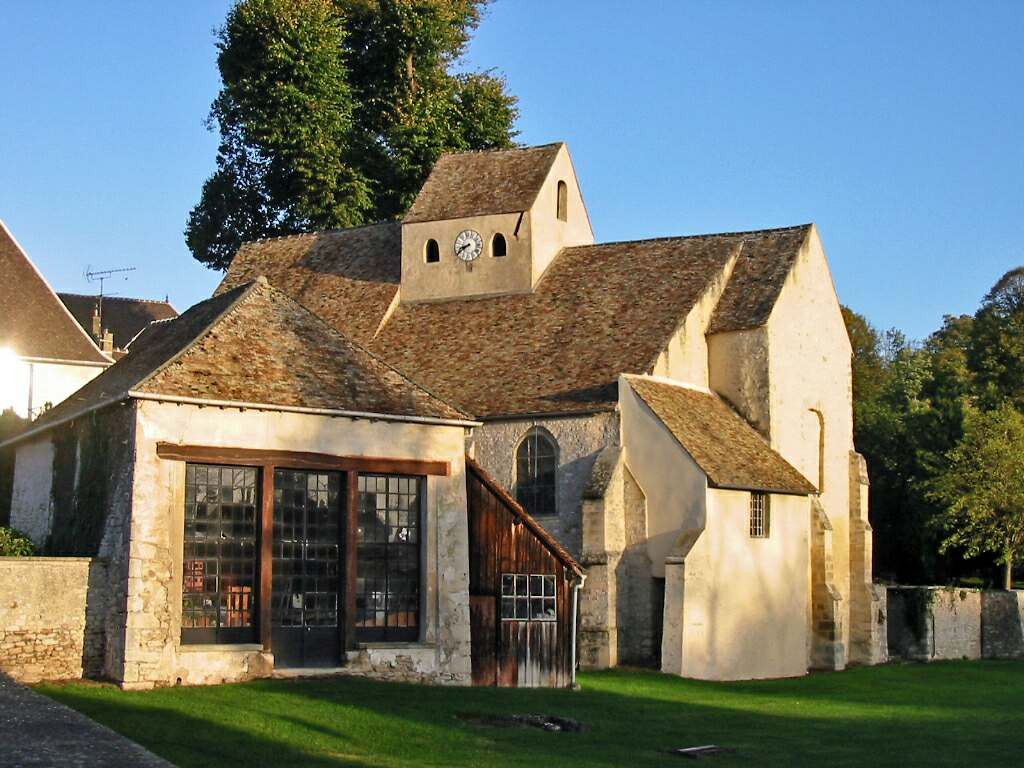
Nhà thờ Saint-Denis

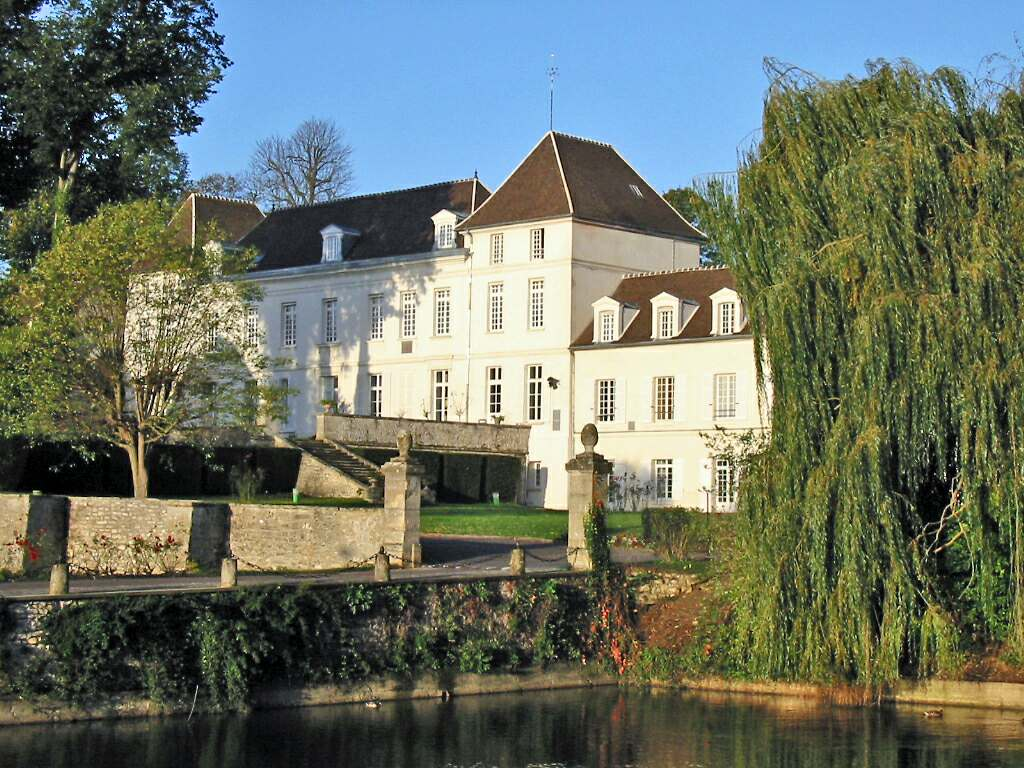
Lâu đài

| 1793 | 1800 | 1806 | 1821 | 1831 | 1836 | 1841 | 1846 | 1851 |
| ---- | ---- | ---- | ---- | ---- | ---- | ---- | ---- | ---- |
| 260  | 230  | 255  | 251  | 272  | 280  | 271  | 243  | 270  |

| 1856 | 1861 | 1866 | 1872 | 1876 | 1881 | 1886 | 1891 | 1896 |
| ---- | ---- | ---- | ---- | ---- | ---- | ---- | ---- | ---- |
| 243  | 240  | 231  | 232  | 216  | 208  | 207  | 210  | 240  |

| 1901 | 1906 | 1911 | 1921 | 1926 | 1931 | 1936 | 1946 | 1954 |
| ---- | ---- | ---- | ---- | ---- | ---- | ---- | ---- | ---- |
| 199  | 194  | 189  | 156  | 169  | 168  | 187  | 164  | 169  |

| 1962                                         | 1968 | 1975 | 1982 | 1990 | 1999 | - | - | - |
| -------------------------------------------- | ---- | ---- | ---- | ---- | ---- | - | - | - |
| 232                                          | 232  | 256  | 362  | 466  | 557  | - | - | - |
| Số liệu kể từ 1962 : dân số không tính trùng |      |      |      |      |      |   |   |   |